# 华德中兴煤矿公司
华德中兴煤矿公司，位于山东省枣庄市市中区矿区街道办事处，其前身为1878年设立的中兴矿局，但于1896年因事故而被时任山东巡抚李秉衡下令关闭。1898年，原中兴矿局股东、山东盐运使张连芬正式创立中兴煤矿公司，当时为中德合办，德方代表为时任天津海关税务司德璀琳。
1938年3月18日，日军侵占枣庄，中兴煤矿的矿井和公司都被日本三井株式会社控制。
2006年12月7日，公布为山东省文物保护单位。2019年10月，公布为第八批全国重点文物保护单位。2024年10月22日，入选第六批国家工业遗产。
中兴煤矿也是枣庄矿业集团的前身之一。